# Saboba Chereponi
Saboba Chereponi är ett distrikt i Ghana.   Det ligger i regionen Norra regionen, i den nordöstra delen av landet, 500 km norr om huvudstaden Accra. Antalet invånare är 103 745. Arean är 3 439 kvadratkilometer.
Terrängen i Saboba Chereponi är platt.